# Arthur Grimm (Maler)
Arthur Grimm (* 11. Februar 1883 in Mudau; † 23. Februar 1948 ebenda) war ein deutscher Maler, der vor allem durch seine Stillleben, Blumen- und Landschaftsbilder bekannt ist. Er war ein herausragender Vertreter der figürlichen Malerei in der ersten Hälfte des 20. Jahrhunderts und wird der Hollerbacher Malerkolonie zugerechnet. Manchmal wird er auch als Odenwald-Maler bezeichnet. Zu seiner Zeit war er mit der bedeutendste Maler in Baden-Baden. In seinen Bildern zeigte er die Natur wie sie ist, ohne Pathos und falschen Effekt, wobei diese dem Betrachter in ihren satten, dunklen Farbharmonien oft etwas Düsteres und Freudloses anmuten. Darüber hinaus entstanden neben Bildern, Aquarellen und Zeichnungen eine Reihe von Bildnissen und Selbstbildnissen.

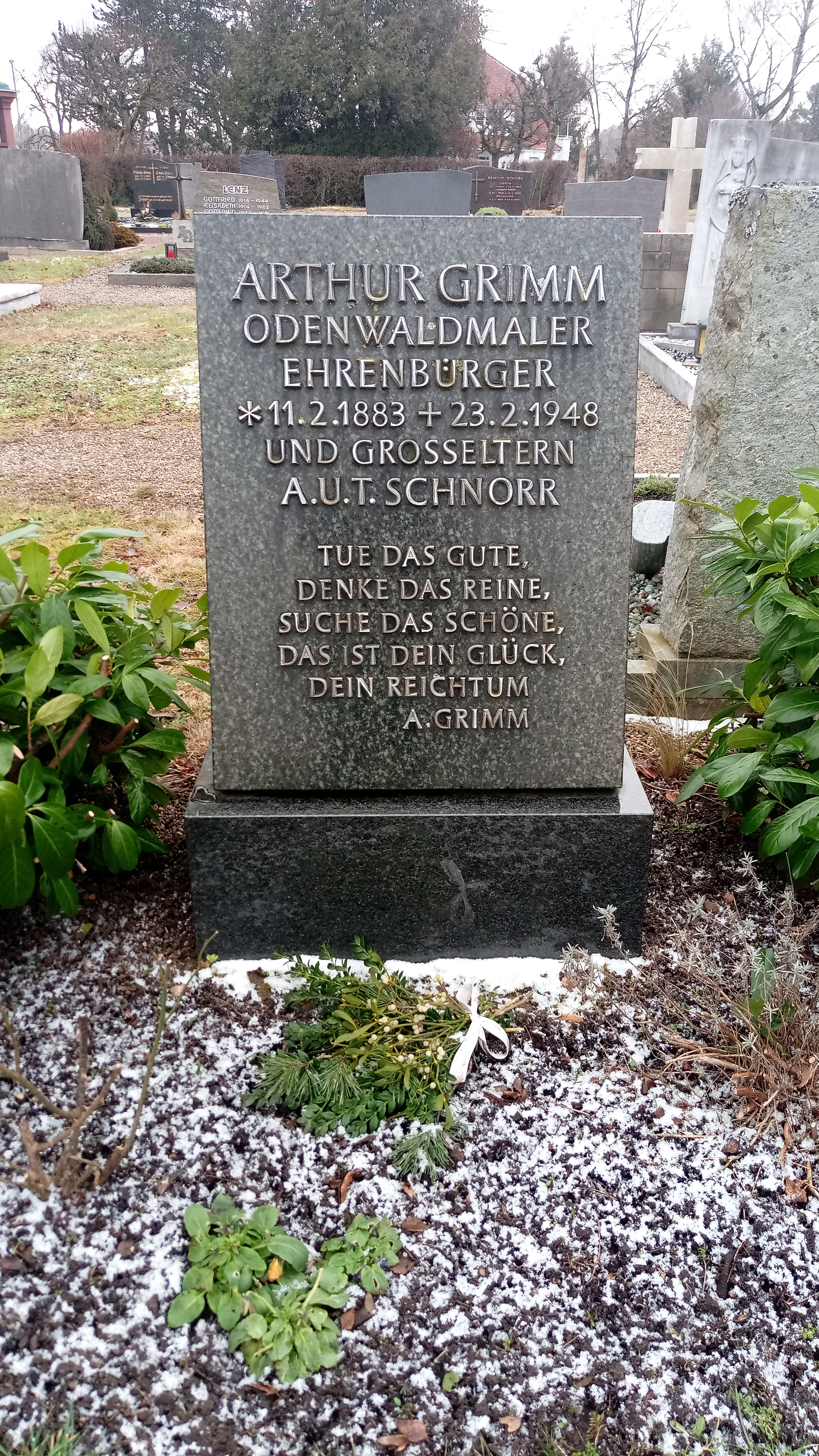
Grabstätte von Arthur Grimm auf dem Friedhof von Mudau

## Leben

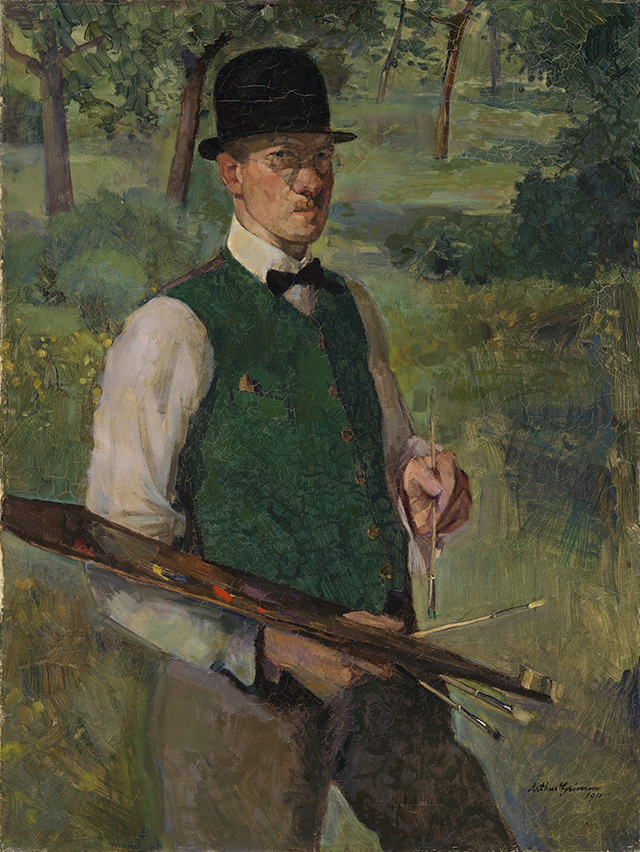
Arthur Grimm – Selbstbildnis mit Palette im Freien (1911)

### Eltern
Arthur Johann Adrian Grimm wurde als zweites Kind des Mudauer Hauptlehrers August Grimm (1855–1899) und seiner Ehefrau Petronella geb. Schnorr (1853–1911) in Mudau im badischen Odenwald geboren. Sein Vater stammte aus Aglasterhausen und war in Mudau Organist in der katholischen Kirche, Dirigent des Gesangvereins und Bezirksrat – er starb am 1. Weihnachtsfeiertag 1899 früh, an einem Herzschlag. Seine Mutter, geboren in Hardheim, fertigte als Putzmacherin kunstvolle Stickereien an und war die Tochter des künstlerisch begabten Mudauer Lehrers und Rektors Adrian Schnorr – sie starb 12 Jahre nach dem Tod ihres Mannes im Jahr 1911. Grimms Elternhaus war das damalige Schulhaus bei der Kirche St. Pankratius. Er und seine drei Brüder Walther, Fritz und August und seine Schwester Paula wurden streng erzogen. Mit fünf Jahren fing er – unterstützt von seinem Vater – an zu zeichnen.

### Kindheit und Schulzeit
Grimm besuchte ab 1889 die Volksschule in Mudau, war Messdiener und wurde im Klavier- und Violinspiel unterrichtet. Mit 14 Jahren spielte er samstagabends die Orgel in der Kirche. In freien Stunden malte er mit Roterübenbrühe, schwarzem Kaffee und restlichen Ostereierfarben Bilder. Als 1897/98 Franz Wallischek in Mudau weilte und die Kirche ausmalte, beobachte ihn Grimm. Fortan war es sein größter Wunsch, Maler zu werden. Seine Eltern hatten hierfür jedoch kein Verständnis und waren dagegen, so wurde er von seinem Vater bis zur Vollendung seines 16. Lebensjahres für den Lehrerberuf vorbereitet.

### Lehrerseminar
Wider seinen Willen besuchte er – als Prüfungsbester nach bestandener Aufnahmeprüfung – ab Ostern 1899 das „Großherzoglich Badische Lehrerseminar II“ in Karlsruhe in der Rüppurer Straße. In den folgenden drei Jahren hatte Grimm immer ein Gefühl von Heimweh und Ehrgeiz, in das sich Hoffnung mischte auf Ferien und die Heimat, wo er wieder zeichnen und malen konnte. Sonntags ging Grimm meistens in die Karlsruher Gemäldegalerie und zeichnete.

### Staatsdienst und Kunstgewerbeschule

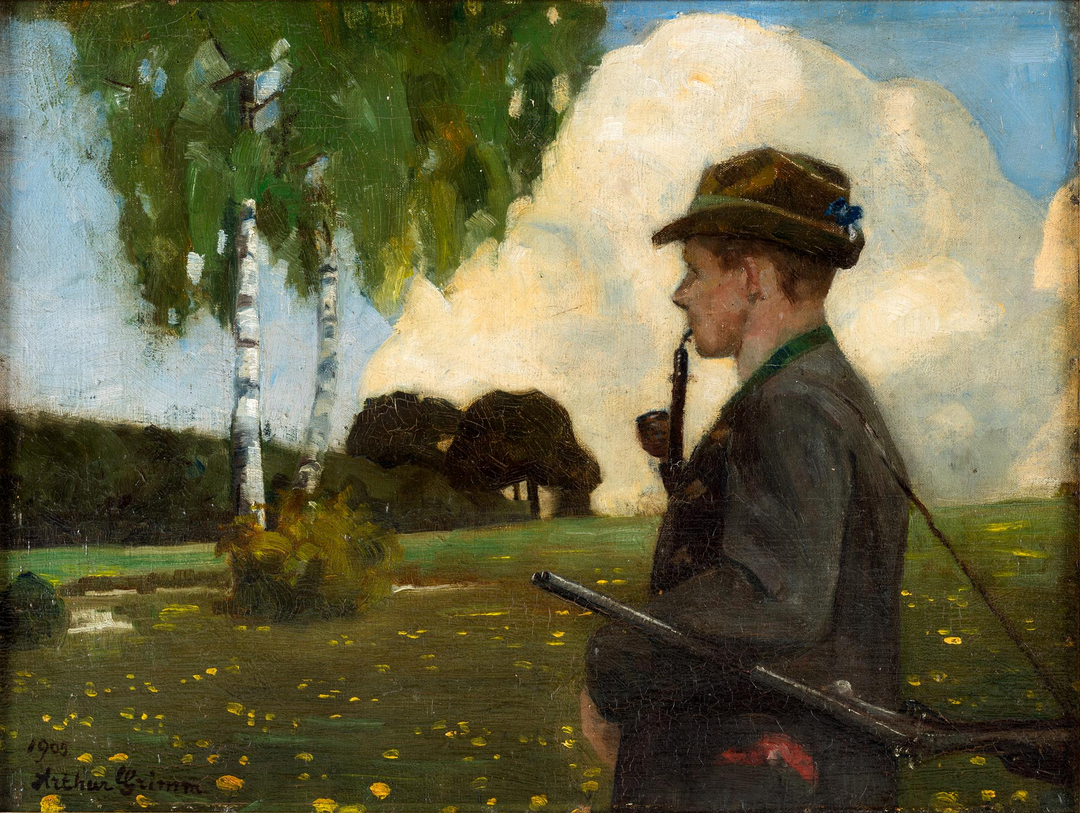
Arthur Grimm – Jäger mit Pfeife (1905)

Als 19-Jähriger hegte er noch immer den Gedanken, sich bald vollkommen der Kunst widmen zu können. Durch den Tod des Vaters war seine Mutter verarmt und riet ihm ab, zudem waren drei Geschwister noch unversorgt. Ab April 1902 erhielt er seine erste Anstellung als Unterlehrer in Heitersheim (Monatsverdienst 66,66 Mark) und unterrichtete die Schüler des 1. Schuljahres auf unkonventionelle Weise, indem er ihnen zunächst nicht das Lesen und Schreiben beibrachte, sondern ihnen zuerst die Welt anhand kleiner Geschichten vom Paradis, von Kain und Abel und von der Arche Noah zu erklären versuchte. Nach vier Monaten wurde Grimm vom Kreisschulrat gerügt. Daraufhin ließ er sich von 1902 bis 1905 beurlauben, um ab Oktober 1902 die Kunstgewerbeschule Karlsruhe zu besuchen, wo er ein Schüler des damaligen Kunstakademiestudenten Hermann Burte wurde. Sein Malstil festigte sich: Alles Ornamente versuchte er fortan eckiger und einfacher zu machen. Mit Musikstunden, einem Staatsstipendium und einem geringen Zuschuss der Mutter hielt er sich über Wasser. Er verkaufte sein erstes Bild. 1905 machte Grimm das Zeichenlehrerexamen und fand als Lehrer für Deutsch, Geographie, Zeichnen, Gesang und Turnen eine gehobene Anstellung an der Großherzoglichen-Badischen Realschule in Waldshut (Monatsverdienst 100 Mark). Zeit zum Malen hatte er wenig, die Ferien nutzt er dazu um im südlichen Schwarzwald Landschaften zu malen. In Waldshut lernte er den Hegausänger Richard Stocker sowie 1905 den promovierten Medizinalrat Hermann Bär kennen. Als Grimm dessen Sohn Otto vortrefflich porträtierte, nutze Grimm die Chance und bat den äußerst sozial eingestellten Bezirksarzt und Kunstfreund um ein Darlehen über 3000 Mark, was Grimm zinslos und auf unbestimmte Zeit gewährt wurde. Bald machte er seine erste Reise nach München und fand in den Galerien und Sammlungen Anregungen für sein späteres Kunststudium. Ein Studienaufenthalt mit den Münchner Malern Otto Weil, Paul Dahlen und Adolf Quensen an Ostern 1906 in die Nähe von Dietmannsried im Allgäu folgte. Im Herbst 1906 wurde er an die Städtische Gewerbeschule Karlsruhe versetzt, war Gasthörer an der Kunstakademie Karlsruhe und trat an Ostern 1907 freiwillig und endgültig aus dem Staatsdienst aus.

### Kunstakademie und seine frühen Jahre als Maler

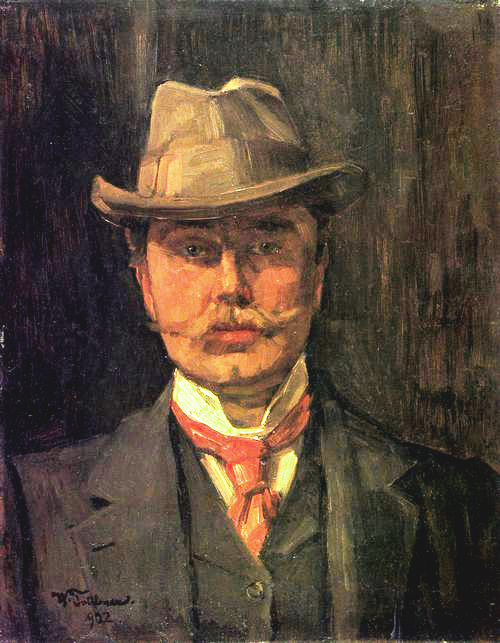
Meisterschüler bei Wilhelm Trübner (Selbstbildnis mit Hut – 1902)

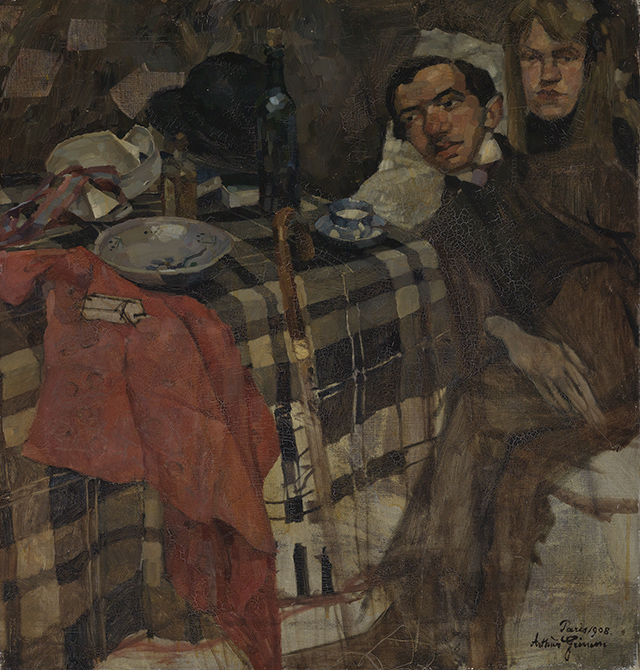
Arthur Grimm – Bildnis des Malers Jules Pascin (1908)

Das Darlehen des Waldshuter Kunstförderers ermöglichte ihm ein Studium (1907–1911) an der Akademie der Bildenden Künste Karlsruhe. Sein erster Lehrer war Professor Ludwig Schmidt-Reutte. Bald machte er mit dem Maler und Professor Wilhelm Trübner und seinen Arbeiten Bekanntschaft. Ab Herbst 1907 wurde er zusammen mit seinen Studienfreunden Wilhelm Guntermann sowie Hermann Goebel und Hans Sutter in seine Meisterklasse aufgenommen und wurde sein sogenannter Meisterschüler. Um das Jahr 1907 schloss er sich zu regelmäßigen Sommeraufenthalten der Gruppe um seinen väterlichen Freund Franz Wallischeck in Hollerbach an, ging ausgiebig zur Jagd und malte Jagdbilder und Landschaften. Er ging im Frühjahr 1908 für drei Monate – ohne französisch zu sprechen – nach Paris, wo er dem deutschen Kreis um Friedrich Ahlers-Hestermann, Curt Bondy, Lyonel Feininger, Rudolf Großmann, Hans Purrmann, Wilhelm Uhde, Eugen von Kahler, Konrad von Kardorff und Rudolf Levy im Café du Dôme angehörte, hier befand er sich inmitten einer erregenden Atmosphäre des malerischen Aufbruchs und machte Bekanntschaft mit dem Fauvismus. Über den damals schon berühmten Maler Jules Pascin, den er porträtierte, lernte er den damals noch kaum bekannten Pablo Picasso kennen. Seine Malweise wurde aufgelöster, zerfahrener und etwas oberflächlicher. Wieder zurück verbrachte er den Sommer zunächst mit Guntermann in Erbach im Odenwald, danach allein in Lengfeld. Es entstanden eine Reihe von Freilichtaktstudien. Im Jahr 1909 erhielt Grimm für ein Jahr das Ehrengehalt der vereinigten Kunstfreunde in den Ländern am Rhein, was die Zweifler in seiner Verwandtschaft etwas besänftigte. Schon 1910 gewann Grimm unter 60 Teilnehmern die erste Auszeichnung: den mit 2000 Mark dotierten „Preis der Rheinlande“ für das Landschaftsbild „Säckingen am Oberrhein“. Bald führte er ein wechselseitiges Leben als Student in Karlsruhe einerseits und als ein Teil der Malerkolonie in Hollerbach andererseits. Grimm und seine Mitstreiter mieteten sich ein Bauernhäuschen, pflanzten selbst, kochten, gingen zur Jagd, trieben Sport, musizierten und lebten günstig und ein ganz anderes Leben als ihre bäuerlichen Nachbarn. Mit seinem Malerfreund Rudolph Burckhardt aus Basel machte er im Sommer 1910 eine kurze Studienreise durch die Schweiz und hielt sich mehrere Wochen in Basel auf. Zu jener Zeit lernte er den Schriftsteller Wilhelm Schäfer kennen und hatte erste Erfolge und Beteiligungen an Ausstellungen des deutschen Künstlerbundes und der Badener Sezession. In Karlsruhe kam er in Berührung mit dem Maler Hans Thoma. Im Sommer 1911 malte Grimm in Miltenberg und Mudau, ehe er sich im vorgerückten Alter von 28 Jahren zur Musterung begeben musste. Ab Oktober 1911 leistete er als Einjährig-Freiwilliger den Militärdienst im Feldartillerie-Regiment Nr. 50 in Karlsruhe ab. In dieser Zeit malte er nur zwei Bilder. Mit drei seiner Schülerinnen verweilte er im Frühling und im Sommer 1913 zu Studien in Hollerbach, wo er auch seine spätere Frau Stephanie Luise Brenner (1886–1977) näher kennen und lieben lernte. Nach der Heirat am 25. Oktober 1913 wohnten beide kurz in Baden-Baden, danach für sieben Monate bis zum Juni 1914 in einer kleinen Wohnung am Quai de la Tournelle in Paris und hiernach für kurze Zeit in Hollerbach. Vom August 1914 bis 1918 nahm Grimm als Unteroffizier am Ersten Weltkrieg teil. Zog er anfänglich – wie so viele andere mit ihm – noch begeistert in den Krieg, entwickelte er bald mehr und mehr Abscheu dagegen. Zunächst war er an der Westfront stationiert, nach einer krankhaften Herzerweiterung bekam er bis April 1915 Erholungsurlaub und diente danach im militärischen Dienst hinter der Front in verschiedenen Regimentern. Ab Mai 1915 war er als Wache im Zivilgefangenenlager in Lens, danach im Kasernendienst des Trainbataillons in Bruchsal, später als Polizeioffizier in den Lazaretten in Pforzheim und Baden-Baden. Im Sommer 1915 malte er den Grafen Ferdinand von Zeppelin in Friedrichshafen. Die Zeit bis zum Ende des Krieges verbrachte er in der Spionageabteilung bei der Postüberwachungsstelle in Karlsruhe.

### Heirat und Höhepunkt seines künstlerischen Schaffens

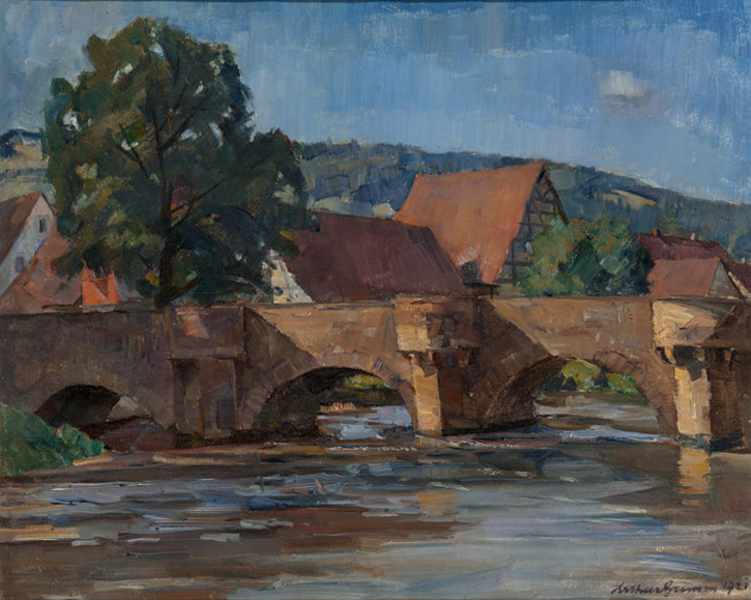
Arthur Grimm – Ruhige Flussszene (Brücke in Sennfeld; 1921)

Von 1913 bis 1931 war Grimm mit der Baden-Badener Hotelierstochter und Malerin Stephanie Brenner verheiratet – die zur Familie der Eigentümer des Brenners Park-Hotel gehörte. Sie hatten drei Kinder: eine Tochter mit dem Namen Alix (* 1915) und die Söhne Dieter (1918–1942) und Florian (* 1919). Nach dem Krieg wohnten sie vier Jahre in beengten Verhältnissen in Karlsruhe. Für sommerliche Malaufenthalte mieteten sie von 1915 bis 1922 von Freiherr Rüdt von Collenberg fünf Räume im oberen Stockwerk im Schloss Sennfeld an. Zu Malaufenthalten fuhr er in die nahgelegenen Städtchen an der Jagst, nach Bad Wimpfen und ins Fränkische nach Würzburg und in die Walldürner Gegend. Ab 1923 war dann die nach dem Krieg beschlagnahmte Villa von Thur, der sogenannte „Quettighof“ in der Lichtenthaler Allee 46 in Baden-Baden der neue angemietete Wohnsitz der Familie. Sein Bekanntenkreis in der mondänen Bäderstadt mit der abgegrenzten Landschaft wurde merklich größer, wozu auch der Boxer Paul Samson-Körner und der Maler Max Beckmann gehörte. Bei einer Rheinfahrt von Mainz bis nach Düsseldorf entstanden 1922 sieben Radierungen. Neben seinen bisherigen Aufenthalten in Paris (1908 und 1913/14) und Berlin (1921) verweilte Grimm 1925 wieder in Berlin. Im Frühling 1925 führte ihn der Weg zusammen mit seiner Frau nach Nord- und Mittelitalien, wo er Station in Pavia, Mailand und Bologna machte. Im Badeort Cattolica an der Adria sah er mit 42 Jahren zum ersten Mal das Meer – er war jedoch nicht begeistert von dem Anblick, das Meer sah für ihn aus wie flüssiges Zinn. Von dort aus machte er kurze Ausflüge nach Ravenna, San Marino und Urbino. Als es Herbst wurde reisten beide über Fabriano, Perugia – Assisi-San Gimignano, Siena – Arezzo – Florenz – Pisa weiter und weilten von Ende November bis Mitte Dezember im heiligen Jahr in Rom, dem Endpunkt der sechsmonatigen Italien-Reise aus der auf dem Höhepunkt seines künstlerischen Schaffens seine italienischen Bilder entstanden. Seine Malweise wurde davon jedoch nicht erheblich beeinflusst. Zurück in Baden-Baden fand er seinen Strich kaum wieder. 1926 wurde er Mitglied der Künstlergruppe Darmstädter Sezession. Danach reiste Grimm von September bis November 1927 mit seiner Frau, dem Maler Wladimir Zabotin und dessen späterer Ehefrau, der Bildhauerin Heide Rosin über Südfrankreich nach Perpignan und Collioure, dem damaligen Modemalerort moderner französischer Maler. Ein zweiwöchiger Abstecher nach Paris schloss sich an.

### Baden-Baden in hundert Zeichnungen

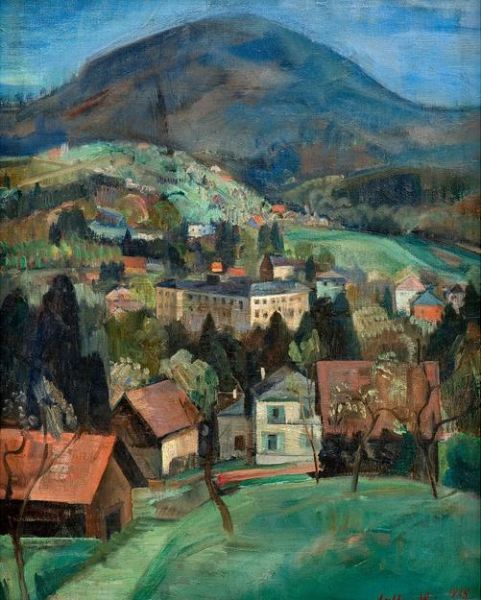
Arthur Grimm – Hotel Bellevue vom Birkenbuckel (Lichtentaler Allee in Baden-Baden; 1925)

Nach der anregenden Zeit in Frankreich erlebt er große Enttäuschung über seine beiden Ausstellungen in Berlin und Baden-Baden. In der kosmopolitischen Stadt seiner Frau tat sich der Dorfschullehrer aus Mudau schwer, als Künstler fand er kaum Anerkennung. In einer Zeitspanne in der nur wenige Menschen für Malerei empfänglich waren, weckten seine Ausstellungen nur wenige Interessierte. Dementsprechend fand er bei zwar guter Kritik, aber hohen Unkosten kaum Abnehmer für seine Bilder. Es wuchs in ihm der Gedanke etwas Lokales entstehen zu lassen: Baden-Baden in hundert Zeichnungen, sein erstes Buch, erschien Weihnachten 1928. Es wurde ein illustriertes Buch über das Leben in Baden-Baden und seiner Umgebung, seiner Bürger, seinen Gäste, Begebenheiten und Landschaften. Der Cousin seiner Frau Stephanie, der damals noch wenig bekannte Dichter Reinhold Schneider veröffentlichte darin zehn seiner Sonetten. Da er keinen Verleger fand, ging er das Risiko ein und trug die Druckkosten in Höhe von 15000 Mark selbst – er hoffte durch die folgenden Verkäufe die Kosten wieder abdecken zu können. Die allgemeine Wirtschaftslage in der Weimarer Republik verschlechterte sich bald erheblich und das Buch verkaufte sich schlecht. Aus diesem Umstand ergab sich ab 1930 eine eheliche Gütertrennung mit seiner Frau. Seine Gläubiger bedrängten ihn und er war gezwungen zur Finanzierung seiner Schulden seine Bilder billig zu verkaufen. Im Sommer 1929 rief ihn die Leitung der Heidelberger Festspiele und gab ihm den Auftrag für 30 Zeichnungen welche später in einem Buch erscheinen sollten, aus Kostengründen dann aber nur im Heidelberger Tageblatt und der Badischen Presse abgedruckt wurden. Persönlich zog sich der Maler mehr und mehr in die Einsamkeit zurück. Erholsame Odenwald-Aufenthalte in dieser Lebensphase (1930) brachten ihn schließlich dazu Anfang des Jahres 1931 sein Atelier in Baden-Baden aufzugeben, dabei verbrannte er 30 seiner gemalten Bilder aus der Nachkriegszeit. Er mied die Menschen. In einer Übergangszeit wohnte und malte er 1931 in Buchen und machte sich nur allmählich von seiner schweren Gemütslast frei. Hier traf er auch seinen ehemaligen Waldshuter Schüler Emil Baader – seinen späteren Chronisten – wieder, fand seine Seele wieder und fand wieder zu Gott. Seine drei Kinder verließen inzwischen ihre Schulen und befanden sich im Jahr 1931/32 in der Internats-Schule Schloss Salem im Schloß Hohenfels im Hegau.

### Rückkehr in sein Heimatdorf

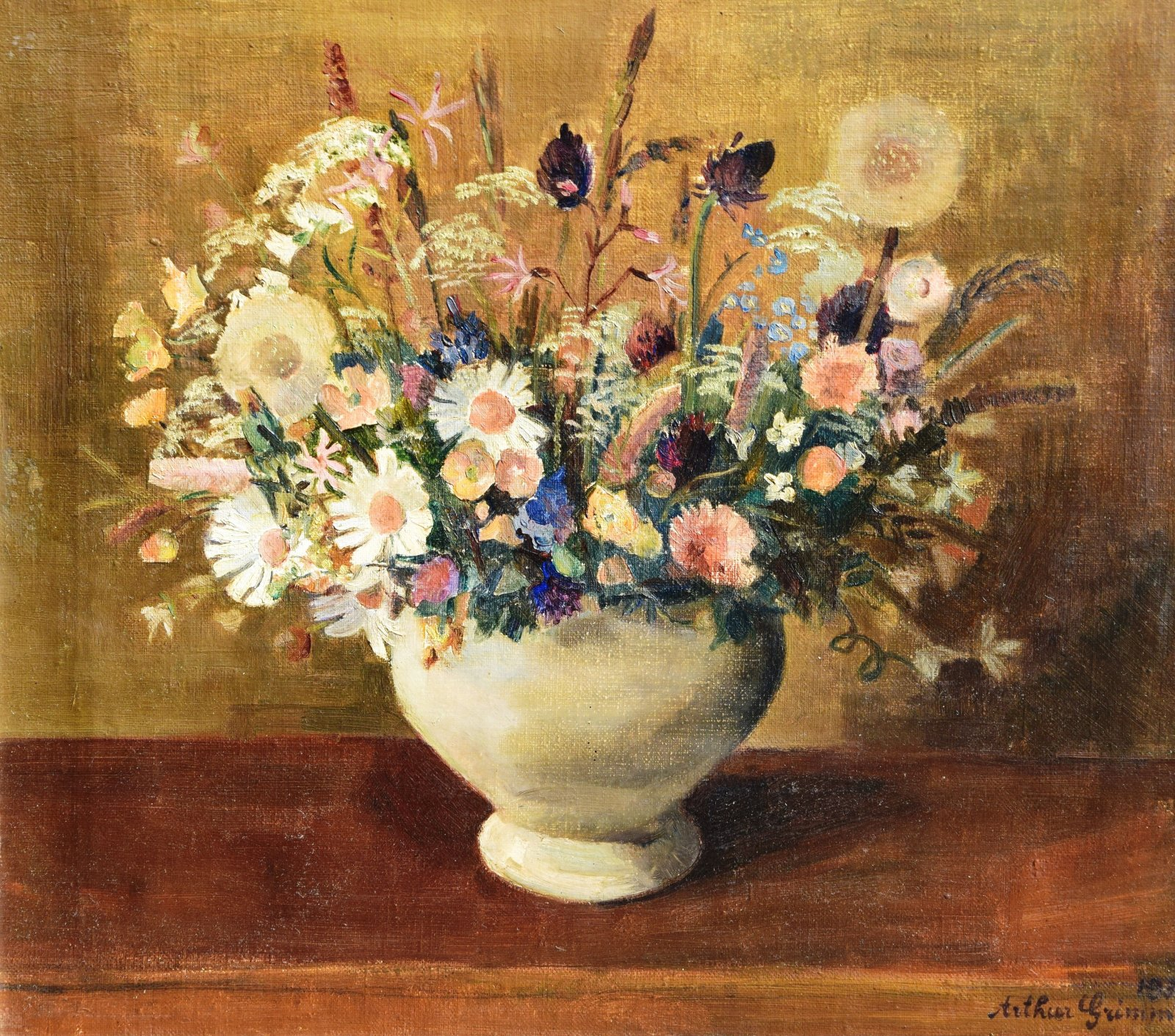
Arthur Grimm – Stillleben (1930)

Nach der für ihn als schmerzlich empfundenen Trennung von seiner Frau und seinen Kindern im Jahr 1931 kehrte Grimm 1932 in sein Heimatdorf Mudau zurück und wohnte ein volles Jahr in der kleinen Pension Link, wo er einen Raum zum Arbeiten hatte. Er hat Zeit zum Musizieren, spielte Geige und Klavier, schrieb seine ersten Gedichte und Gesänge auf die Jahreszeiten und ging ausgiebig zur Jagd. Danach mietete er im Dachstock des Postgebäudes von Valentin Henn drei Zimmer. Im Jahr 1932 wurde er auf der Oberrheinischen Kunstausstellung in Baden-Baden für das 1931 entstandene Gemälde „Schloß Neuweier“ mit dem Badischen Staatspreis ausgezeichnet. Zu seinem 50sten Geburtstag erhält er im Karlsruher Kunstverein eine größere Ausstellung. Nebenbei lässt er sich 1933 am Rand seines Birken-Wäldchens ein zweckmäßiges für einfache Verhältnisse eingerichtetes Haus mit Atelier im Gewann Galgen bauen, das ganz der Kunst dienen sollte und in das er im Januar 1934 einzog. Im Frühling 1934 lud Grimm zu einer ersten Ausstellung von über 70 Bildern, Aquarellen und Zeichnungen ein und erlebte überraschenden Erfolg – in drei Wochen besuchten 1300 Menschen die Ausstellung. Er fühlte sich in der Heimat wohl, sah alles verjüngt, bestärkt und mit neuem Leben erfüllt. Für zwei Jahre lebte ein zahmer Rehbock, den er Max nannte, mit ihm. Der Besuch von Freunden, wie dem Musiker Heinrich Jakob Smitz oder von dem Maler Fritz Dresch bot ihm Abwechslung. Als Maler war er indessen kaum mehr gefordert, entwickelte er sich ganz „geborgen in der Heimat“ kaum noch weiter. Kleine Reisen und Aufträge aus der näheren Region brachtem ihm gute Einkünfte, so dass er seine Schulden bald abgezahlt hatte. Im Herbst 1937 unternahm er nochmals eine Studienreise, die ihn nach Norddeutschland und nach Stettin und Hamburg führte. In einer Zeit des kulturellen Wandels zu Zeiten des Nationalsozialismus erhielt er vermehrt Absagen der Aussteller mit dem Vermerk: „Für die Ausstellung nicht verwendbar“. So veranstaltet er seine Ausstellungen fortan vermehrt auf volkstümliche Art und Weise und mit gutem Erfolg in Turnhallen und Rathaussälen. Nachdem er seit 1922 aufgehört hatte auf die Jagd zu gehen, begann er 1941 wieder damit. Großes Leid erfährt der Maler im Juli 1942, als er vom Tod seines ältesten Sohnes Dieter im Russlandfeldzug erfuhr. Zu seinem 60. Geburtstag fand 1943 mit dem elsässischen Maler Philipp Kamm eine Ausstellung als Gesamtschau über sein Lebenswerk in Straßburg statt, bei der 230 Werke gezeigt wurden, 138 davon waren von Grimm. Im April 1943 zog die Ausstellung, die ihm viel Anerkennung einbrachte, weiter nach Karlsruhe, im Juni nach Heidelberg und im Herbst nach Pforzheim, ehe er sich Im Herbst 1943 – ohne krank zu sein – vier Wochen zur Kur in Bad Wörishofen befand.

### Anhänger des Nationalsozialismus

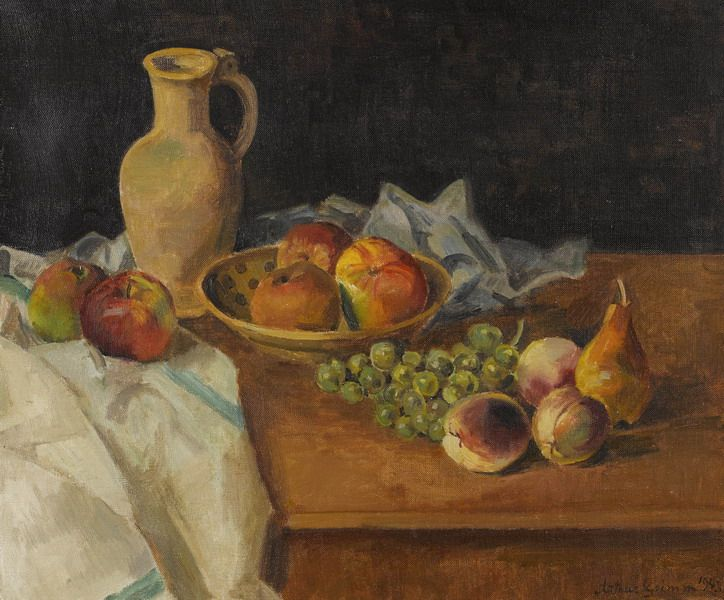
Arthur Grimm – Stillleben mit Früchten und Krug (1943)

Grimm war im „Dritten Reich“ begeisterter Anhänger des Nationalsozialismus – mit gewissem Sendebewusstein und seiner besonderen Art zu missionieren. Zum 1. Mai 1933 trat er in die NSDAP ein (Mitgliedsnummer 3.080.324), als ihm kulturelle Aufgaben im engeren Heimatkreis zugesichert wurden, wurde sein Verhältnis zur Partei leidenschaftlicher. In dieser Zeit regte er Ausstellungen, Umzüge und Feste an, war aber auch als Schlichter und Vermittler in der nationalsozialistischen Partei tätig. Er war Mitglied in der Reichskammer der bildenden Künste und im Kunstbund für deutsche Kultur und hielt Vorträge. Mit Eintritt in den Zweiten Weltkrieg gab der gläubige Katholik seine aktiven Tätigkeiten für die NSDAP allmählich auf und stand der Bewegung zunehmend skeptischer gegenüber. Seine mehrmals eingesandten Bilder zur deutschen Kunstausstellung im Haus der Kunst in München wurden abgelehnt, enttäuscht kritisierte er die Kunst der Nationalsozialisten als blechern. Grimm schrieb in seinen Lebenserinnerungen, dass er gegen die Judenverfolgung war. Der Krieg endete für ihn am 30. März 1945, einem Karfreitag, mit dem Einmarsch der Amerikaner in Mudau. Bereits im August wurde er im Zuge der Entnazifizierung verhaftet, ins Gefängnis nach Adelsheim gebracht und danach in verschiedenen US-Kriegsgefangenenlager bei Heilbronn, Darmstadt, Babenhausen, Niederroden, Kornwestheim und zuletzt im Hospital in Bad Mergentheim interniert. Die 1934 verliehene Ehrenbürgerwürde von Mudau wurde ihm kurzzeitig (von 1945 bis 1948) wieder aberkannt. Mitte August 1946 – nach der Entlassung aus dem Lager – musste er feststellen, dass sein Haus beschlagnahmt und an eine Familie mit fünf Kindern vergeben war. Sein Atelier war völlig ausgeräumt, so dass er bis Dezember 1947 zu seiner Schwester nach Schloßau zog. Dort im Dachgeschoß des Bauernhauses malte er und führte Briefwechsel, unter anderem mit seinem Neffen Ernst Ebert. Kurz nach seinem 65-jährigen Geburtstag verstarb er nach einem bewegten Leben mit merkwürdigen Kurven (wie es sein Freund Kasimir Edschmid nannte) 1948 in Mudau – in dem Dorf, in dem er aufgewachsen war. Arthur Grimm fand seine letzte Ruhestätte auf dem Friedhof in Mudau.

## Ehrungen
- Am 16. März 1934 wurde er Ehrenbürger von Mudau.[24]
- In seinem Heimatdorf Mudau ist der „Arthur-Grimm-Weg“ und in Buchen die „Arthur-Grimm-Straße“ nach ihm benannt.
- Seit 1982 wird der Kunstpreis des Neckar-Odenwald-Kreises als Arthur-Grimm-Preis verliehen. Auch an der Grundschule Mudau wird dieser Preis für gute Leistungen in musischen Fächern vergeben.
- In seinem ehemaligen Wohnhaus, dem heutigen Café Waldfrieden, in Mudau gibt es noch heute die Arthur-Grimm-Stube (Station Nummer 14 des kulturhistorischen Rundwegs[25]), es beherbergt einige seiner insgesamt 905 Bilder oder graphische Arbeiten sowie einige Exponate aus seinem Leben.[26]
- In vielen privaten Wohnungen, Büros, Ämtern und Lokalen der näheren Umgebung hängen bis dato Gemälde Grimms, größere Grimm-Sammlungen sind im Besitz der Gemeinde Mudau und der Stadt Buchen, der Mudauer Filiale der Volksbank Franken – wo es auch eine Arthur-Grimm-Stube gibt[27] – sowie dem Bezirksmuseum Buchen.[28]

## Rezeption

### Kritik
„Grimm ist einer der besten Trübnerschüler, was ihn lange belastete. Es gab ihm die Fähigkeit, mehr zu können als die meisten modernen Maler. Sein unruhiges Temperament blieb nicht im breiten Strich des Meisters, sondern suchte seinen eigenen Stil. Dieser ausgezeichnete Maler steht bei einer eigenen Handschrift, die zwischen den französischen Landschaftern und Beckmann liegt. Das heißt zwischen lockerer Peinture und harten Portraits, zwischen Bauer und Weltmann, kurz vollkommen badisch in modernem Sinn.“

### Lebenserinnerungen
In den Jahren 1925 bis 1930 begann Grimm seine Lebenserinnerungen aufzuschreiben: Erlebnisse und Betrachtungen eines Malers. 1933 lag das Manuskript fertig vor. Ein Verlag fand er nicht. Die Autobiografie, die er in Baden-Baden begonnen hatte, um sich über den Sinn des Lebens klar zu werden, wurde 1983 redaktionell von Michael Sieber und seiner Frau Lilo Krieg-Sieber bearbeitet und durch die Gemeinde Mudau anlässlich seines 100. Geburtstags erstmals herausgebracht. Es handelt sich dabei um zwei Teile eines Manuskripts und ist eine unvollständige Ausgabe seiner Erinnerungen. Im ersten Teil (bis 1931) wurde das Kapitel „Kriegserlebnisse“ und im zweiten Teil – den er von 1940 bis 1947 schrieb – der Zeitraum 1934 bis 1945 auf damaligen Wunsch der Tochter Alix Raskov-Grimm – mit Ausnahme Der 60. Geburtstag – nicht übernommen.
Anlässlich seines 70. Todestages wurde 2018 eine umfangreiche Gesamtausgabe seiner Lebenserinnerungen veröffentlicht. Diese besteht aus den bereits 1983 veröffentlichten Teilen des Band I sowie den noch nicht veröffentlichten Fragmenten und Zeitdokumenten aus Band II ergänzt durch eine Auswahl seiner Bilder in Farbe.

### Gedichte
Grimm schrieb zeitlebens Gedichte. Der letzte Abschnitt des Gedichtes „Worte für den Künstler“ findet sich auf seinem Grabstein.

„Ein Bild muß ruhig sein - nicht müde. Ruhe ist Beherrschung - Müdigkeit ist Schwäche. Große Kunst ist still, feierlich und ewig, halbe Kunst ist laut, seelenlos und vergänglich. Natur und Kunst sind wie zwei Schwestern: In der Kunst ist natur - in der Natur ist Kunst. Das größte und reinste, daher erhabenste Gefühl kennt nur die Kunst - die Quelle ewiger Schönheit und Freude. Des Künstlers höchster Lohn ist das Verständnis, die Liebe und die Verehrung, die man seinen Werken entgegenbringt. Tue das Gute, denke das Reine, suche das Schöne! Das ist dein Glück.“

### Sein Wirken auf die Nachwelt
Nach seinem Tod wurde es lange Jahre still um den einst so bewunderten Künstler, dessen Werke in vielen deutschen Städten aushingen und Anerkennung fanden. Aus dem Bewusstsein der Öffentlichkeit war Grimm fast vollständig verschwunden. Den Grund dafür vermutete Sieber 1983 darin, dass seine Neuerungen nicht bahnbrechend waren und er nicht bereit war, sich der Avantgarde anzuschließen.

### Nachruf
„Grimm war ein Mann, der an das Gute im Menschen glaubte und an die Möglichkeit, diese irdische Welt zu verbessern. Ein Moralist, ein Idealist, dem es ein Leben lang um Wahrheiten ging.“

### Besonderes
Von 1943 bis 1945 wohnte der ehemalige Reichsfinanzminister Heinrich Köhler mit seiner Ehefrau Elsa in Mudau. Über ein Zusammentreffen der beiden politisch grundverschiedenen Persönlichkeiten ist nur mehr wenig bekannt, sowohl in den Lebenserinnerungen von Grimm als auch von Köhler findet sich keine Erwähnung des jeweils anderen.

## Veröffentlichungen
- Aus meiner Kriegszeit. Texte und Zeichnungen. In: Über Land und Meer. Bd. 113 (1914/15), Nr. 16, S. 290–292.
- Kunstverein Baden-Baden (Hrsg.): Baden-Baden in hundert Zeichnungen. Mit einer Einführung und Sonetten von Reinhold Schneider. 1928.
- Die Deutschen 1931. In: Die Pyramide. Bd. 21 (1932), Nr. 2, 10. Januar 1932, S. 4 (Digitalisat).
- Die Ordnung in der Kunst. In: Die Pyramide. Bd. 21 (1932), Nr. 11, 13. März 1932, S. 2 (Digitalisat).
- Über L. Schmid-Reutte. In: Die Pyramide. Bd. 22 (1933), Nr. 6, 5. Februar 1933, S. 1 (Digitalisat).
- Der Odenwälder Maler Arthur Grimm über sein Schaffen. In: Ekkhart. Jahrbuch für das Badner Land. Bd. 15 (1934).
- Erlebnisse und Betrachtungen eines Malers. Autobiografie. Gemeinde Mudau, Mudau 1983.
- Arthur Grimm 1883–1948. Erlebnisse und Betrachtungen eines Malers. Gesamtausgabe. Autobiografie (= Zwischen Neckar und Main. Band 35). Bezirksmuseum Buchen. Bearbeitet von Dieter Steigleder, 2018, ISBN 3-937996-62-1 (Leseprobe).